# All We Got Iz Us
All We Got Iz Us – drugi studyjny album amerykańskiego zespołu hip-hopowego Onyx. Został wydany pod koniec października 1995 r. Płyta osiągnęła status złotej płyty, sprzedając się w liczbie 500 000 egzemplarzy. Pomimo braku promocji w radiu kompozycja zdobyła pozytywne recenzje. W stosunku do poprzednika produkcja była mroczna. Raperzy na niej opowiadali o rasizmie, narkotykach czy zabójstwach. Pierwszym singlem był utwór "Last Dayz", który dotarł do 89. miejsca notowania Hot 100, natomiast drugim został "Live Niguz". Piosenka uplasowała się na 13. pozycji listy przebojów Hot Dance Singles Sales.

## Lista utworów
1. "Life or Death (Skit)" – 0:48
2. "Last Dayz" – 3:56
3. "All We Got Iz Us (Evil Streets)" – 4:13
4. "Purse Snatchaz" – 4:07
5. "Shout" – 3:47
6. "I Murder U (Skit)" – 0:22
7. "Betta off Dead" – 4:04
8. "Live Niguz" – 3:19
9. "Punkmotherfukaz" – 1:00
10. "Most Def" – 3:55
11. "Act up (Skit)" – 0:23
12. "Getto Mentalitee" – 4:22
13. "2 Wrongs" – 3:58
14. "Maintain (Skit)" – 1:56
15. "Walk in New York" – 4:55